# Reina de corazones (película de 2019)

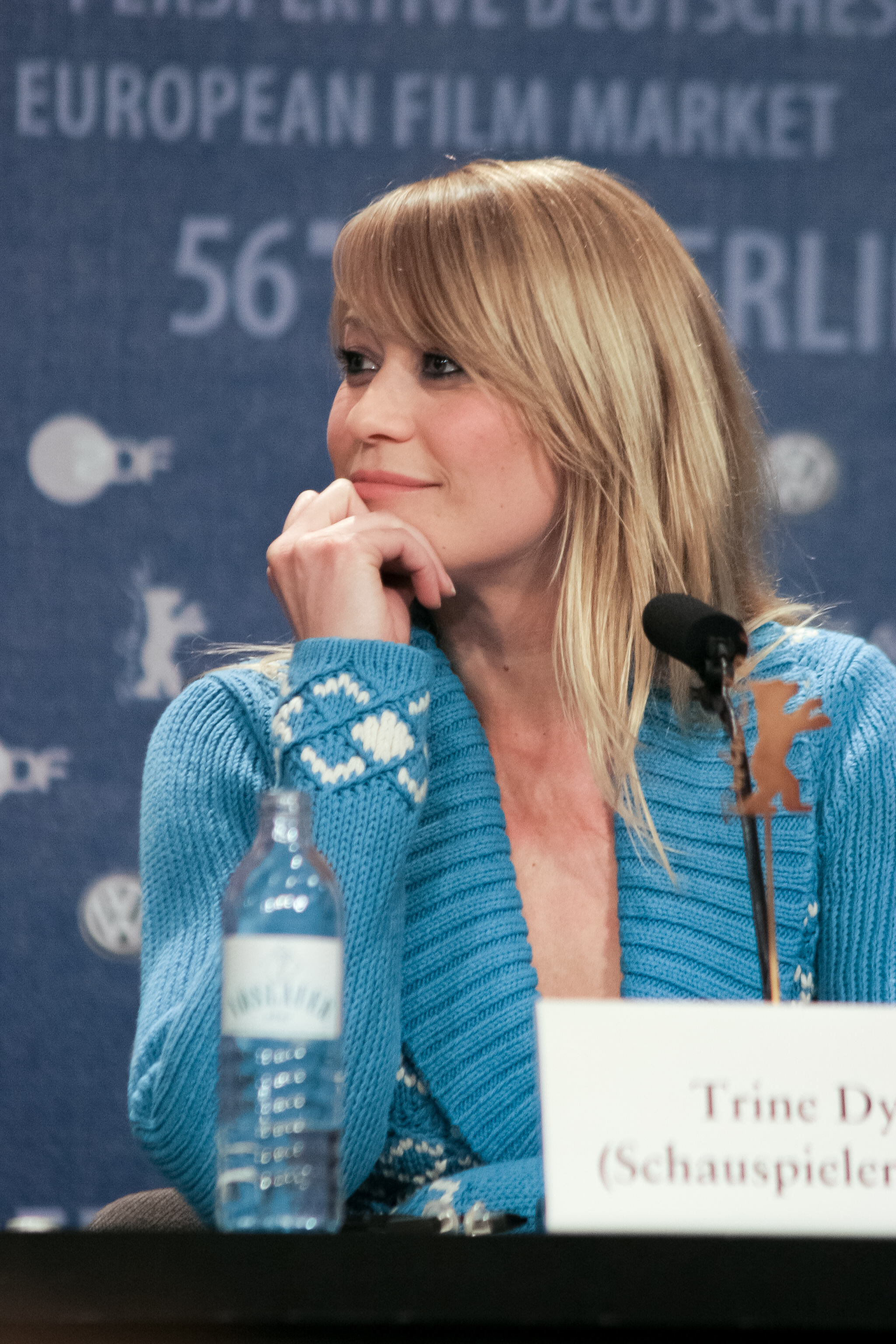
La actriz danesa Trine Dyrholm.

Reina de Corazones (en danés: Dronningen) es una película dramática danesa de 2019 dirigida por May el-Toukhy y protagonizada por Trine Dyrholm y Gustav Lindh. Fue seleccionada como la entrada danesa a la Mejor Película Internacional en los 92 Premios de la Academia, pero no fue nominada. La película ganó el  Nordic Council Film Prize en 2019.

## Argumento (Ojo, desvela el final)
Anne es una abogada que trabaja en el enjuiciamiento de un caso de violación. Está casada con un médico, Peter, y tienen dos hijas, Frida y Fanny. El hijo adolescente de Peter de su matrimonio anterior es Gustav, que vive en Suecia con su madre Rebecca. La familia planea que Gustav se mude con Anne y Peter. Gustav llega pero comienza a tener un conflicto con Peter, presionando por el derecho a mudarse solo a pesar de ser menor de edad. Un día, Anne regresa a casa y descubre que ha habido un allanamiento y un robo. El incidente se informa a la policía, pero luego Anne encuentra un artículo en la ropa de Gustav que estaba en su bolso, robado durante el robo. Ella se da cuenta de que él fue el responsable del robo y confronta a Gustav con la evidencia. Sin embargo, Anne promete mantener el asunto en secreto si Gustav hace su parte en la casa. Pasa el tiempo y una noche, Gustav trae a su novia Amanda a casa. Anne escucha a la pareja teniendo sexo y se excita.
Peter y Anne entretienen a los invitados en su balcón, pero Anne deja al grupo para llevar a Gustav a un bar. Allí, ella lo besa. Más tarde, ella entra en su dormitorio y los dos tienen sexo. Los dos comienzan una relación sexual; Gustav entrevista a Anne y le hace varias preguntas, incluso sobre su primera relación sexual. Anne dice que fue con alguien con quien no debería haber tenido sexo, pero no quiere hablar de eso. La familia celebra el cumpleaños de Frida y Fanny. Cuando Anne y Gustav se alejan, Gustav la besa. Una invitada, la hermana de Anne, Lina, presencia el encuentro y, molesta, abandona la fiesta. Anne teme que Lina le cuente a Peter y rompe su relación con Gustav.
Gustav y Peter se van a pasar un tiempo en su cabaña; Peter regresa y le dice a Anne que Gustav quiere ir a un internado y acusa a Gustav y Anne de tener una aventura. Anne niega airadamente la acusación y dice que Gustav la odia por poner fin al matrimonio de Peter y Rebecca. También le dice a Peter que Gustav fue el responsable del robo. Anne, Peter y Gustav luego se sientan juntos, donde Anne continúa negando la aventura. Gustav amenaza con denunciar a Anne por la aventura, pero ella responde que no es un testigo creíble. Gustav es expulsado de la casa pero luego desaparece de su escuela. Un cazador descubre el cuerpo de Gustav cerca de la cabaña, donde murió congelado.

## Reparto
- Trine Dyrholm como Anne
- Gustav Lindh como Gustav
- Magnus Krepper como Peter
- Preben Kristensen como Erik
- Mads Wille como Karsten
- Peter Khouri como Jano
- Diem Camille Gbogou como Louise

## Producción
En referencia a las escenas de sexo, Trine Dyrholm dijo: "Tuvimos la primera reunión sobre las escenas de desnudos muy pronto con el productor y el director. Nos dijeron lo que tenían en mente. Y acordamos que podrías ir con el productor en el camino si había algo con lo que alguien no quisiera estar de acuerdo. Incluso nos enviaron ilustraciones del guion gráfico de la escena cuadro por cuadro, y se hicieron las prótesis que se utilizarían. Casi compararía trabajar en escenas de desnudos aquí con trabajar en una escena de acrobacias. Cuando tienes que hacer ese tipo de escena, siempre es un poco incómodo, pero como era un espacio de trabajo tan seguro y todo se acordó de antemano, funcionó".

## Recepción
En Rotten Tomatoes, la película tiene un índice de aprobación del 97% según 30 reseñas. El consenso crítico del sitio dice: "Dirigida por una actuación excepcional de Trine Dyrholm, Queen of Hearts es una mirada audaz e intransigente a la oscuridad que puede existir dentro de la familia, dirigida con una habilidad formidable por May El-Toukhy". Se elogió especialmente la actuación de Dyrholm. La revista Guy Lodge of Variety lo llamó "[Un] melodrama elegante y fascinante." 
La película ganó nueve Premios Robert, incluyendo Mejor Película Danesa. También ganó cuatro Premios Bodil, incluyendo Mejor Película Danesa.